# Geschichte Australiens

Flagge Australiens

Die Geschichte Australiens umfasst die Entwicklungen auf dem Gebiet des heutigen Staates Australien von der Urgeschichte bis zur Gegenwart.

## Geschichte der indigenen Bevölkerung
Die Vorfahren der heutigen Aborigines lebten seit mindestens 50.000 Jahren auf dem Kontinent. Auch genetische Untersuchungen legen eine Besiedlung vor etwa 50.000 Jahren nahe. Eine Vielzahl von Wissenschaftlern gehen von einem Massensterben der Megafauna über 100 bzw. 45 kg Gewicht vor 46.000 Jahren aus, unter Kleintieren, die leichter waren, gab es keine Aussterbewelle, wobei das Aussterben mit 95 % Sicherheit zwischen 51.200 und 39,800 Jahren vor der Jetztzeit stattgefunden hat.
Mögliche Gründe dafür könnten ein vom Menschen verursachtes Aussterben nach einem „Blitzkrieg“-Modell sein, ein längerer Zeitraum menschengemachter Ökosystemstörungen oder klimatische Gründe mit Ausnahme einer extremen Trockenheit im letzten glazialen Maximum.
Australien ist seit der späten Kreidezeit (ca. 70 Millionen Jahre) vom asiatischen Festland isoliert, auch im Pleniglazial (ca. 18.000 v. Chr.), als der Meeresspiegel 130 m niedriger war als heute, war Australien zwar mit Neuguinea und einigen anderen Inseln zum Sahul-Kontinent verbunden, es bestand aber keine Landbrücke nach Sunda.
Die ältesten menschlichen Überreste in Australien sind die von Mungo Man und Mungo Lady, die beide auf etwa 40.000 Jahre datiert werden und im Mungo-Nationalpark im Bundesstaat New South Wales gefunden wurden. Aus anderen Fundorten sind etwa gleich alte Artefakte bekannt. Mit rund 8000 Jahren wesentlich jünger ist der sogenannte Keilor-Schädel, der 1940 entdeckt worden war.
Im Jahre 2005 wurden 457 menschliche Fußabdrücke aus der letzten Eiszeit im Mungo-Nationalpark entdeckt. Die Spuren entstanden vor 19.000 bis 23.000 Jahren im feuchten Lehmboden am Willandra-See.
Am Lake Condah, südwestlich des Mount-Eccles-Nationalparks, wurden in den 1990er Jahren Überreste alter Steinbauten gefunden.
Trotz der isolierten Lage des Kontinents standen die Aborigines in Kontakt zu anderen Kulturen. Bis zur Überflutung der Landbrücke zu Neuguinea vor ungefähr 6000 Jahren bestand ein fast ungehinderter kultureller Austausch zwischen Neuguinea und dem Norden Australiens. Nachdem die neu entstandenen Inseln der Torres-Straße vor etwa 1000 Jahren durch melanesische Seefahrer besiedelt wurden, kam es erneut zu Interaktionen mit Bewohnern des nördlichen Australiens. Auch chinesische und indische Händler sowie indonesische Fischer besuchten vermutlich die australischen Küsten schon mehrere Jahrhunderte vor der europäischen Entdeckung. Der kulturelle Einfluss dieser Besucher wird in vielen Fels- und Rindenmalereien der Aborigines deutlich. Ein weiteres Zeugnis dieser Handelsbeziehungen ist der Dingo, der wahrscheinlich vor etwa 6000 Jahren durch südostasiatische Seefahrer eingeführt wurde.

## Marco Polos Berichte von Australien
Einen Kontinent im Süden vermutete man bereits in der Antike. Den später ins Latein übersetzten Begriff Terra australis incognita prägte Claudius Ptolemäus für das hypothetische Südland.
1292 segelte Marco Polo von China wieder zurück nach Venedig und berichtete über ein Land, das voll mit Gold und Muscheln sei und südlich von Java liege. Er nannte es Groß-Java (Jave la Grande). Auch gab es Berichte, dass den Chinesen dieses südliche Land bereits bekannt war. Ein chinesischer Kaiser soll im Besitz eines Tieres gewesen sein, das nur zwei Beine und den Kopf eines Rehs hatte. Am Bauch allerdings habe es einen zweiten Kopf besessen. Diese Beschreibung erinnert stark an ein Känguru mit Jungtier im Beutel.

## Erste Landungen von Europäern

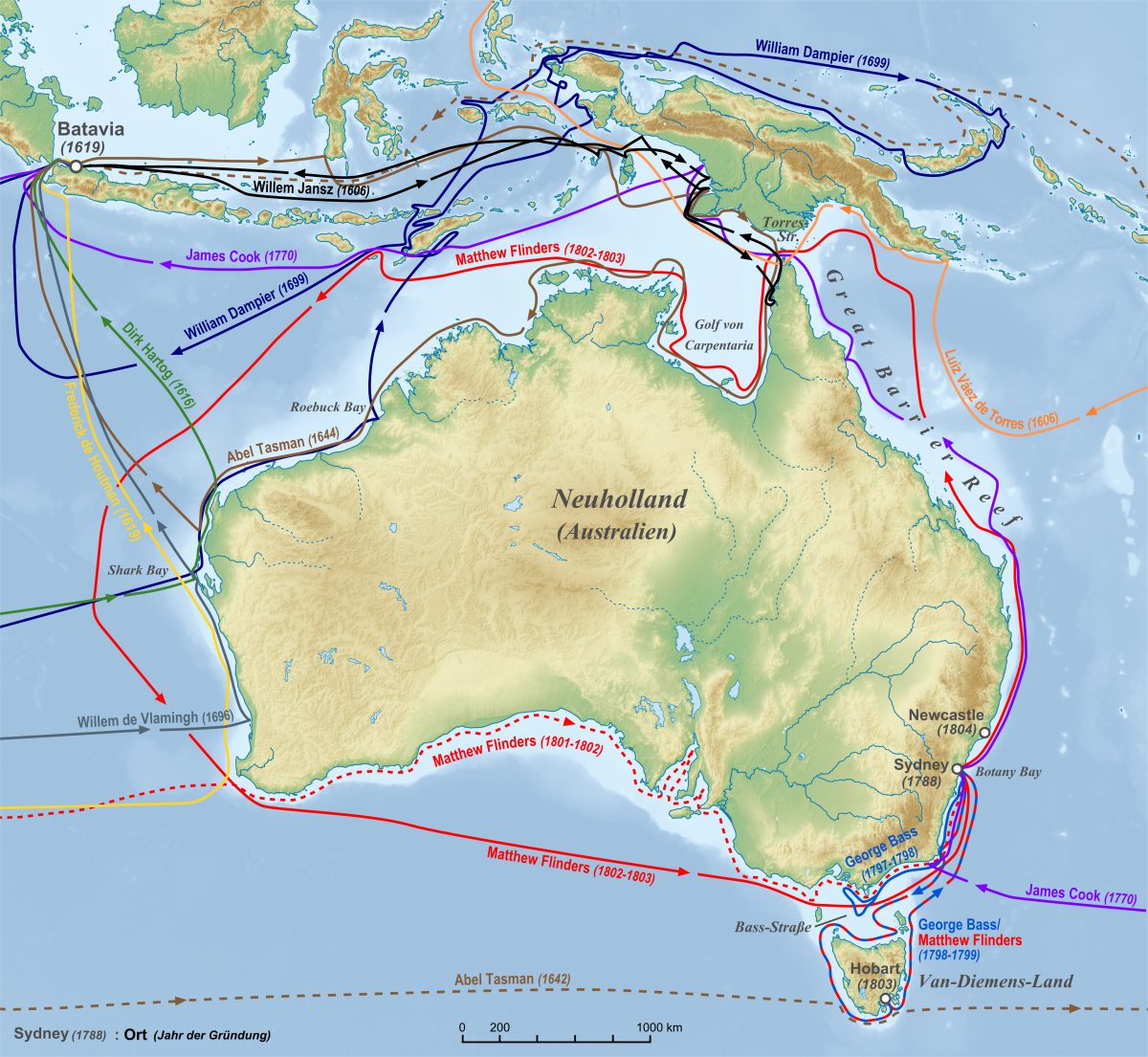
Erkundungen europäischer Entdecker bis 1812
1606 Willem Jansz
1606 Luiz Váez de Torres
1616 Dirk Hartog
1619 Frederick de Houtman
1644 Abel Tasman
1696 Willem de Vlamingh
1699 William Dampier
1770 James Cook
1797–1799 George Bass
1801–1803 Matthew Flinders

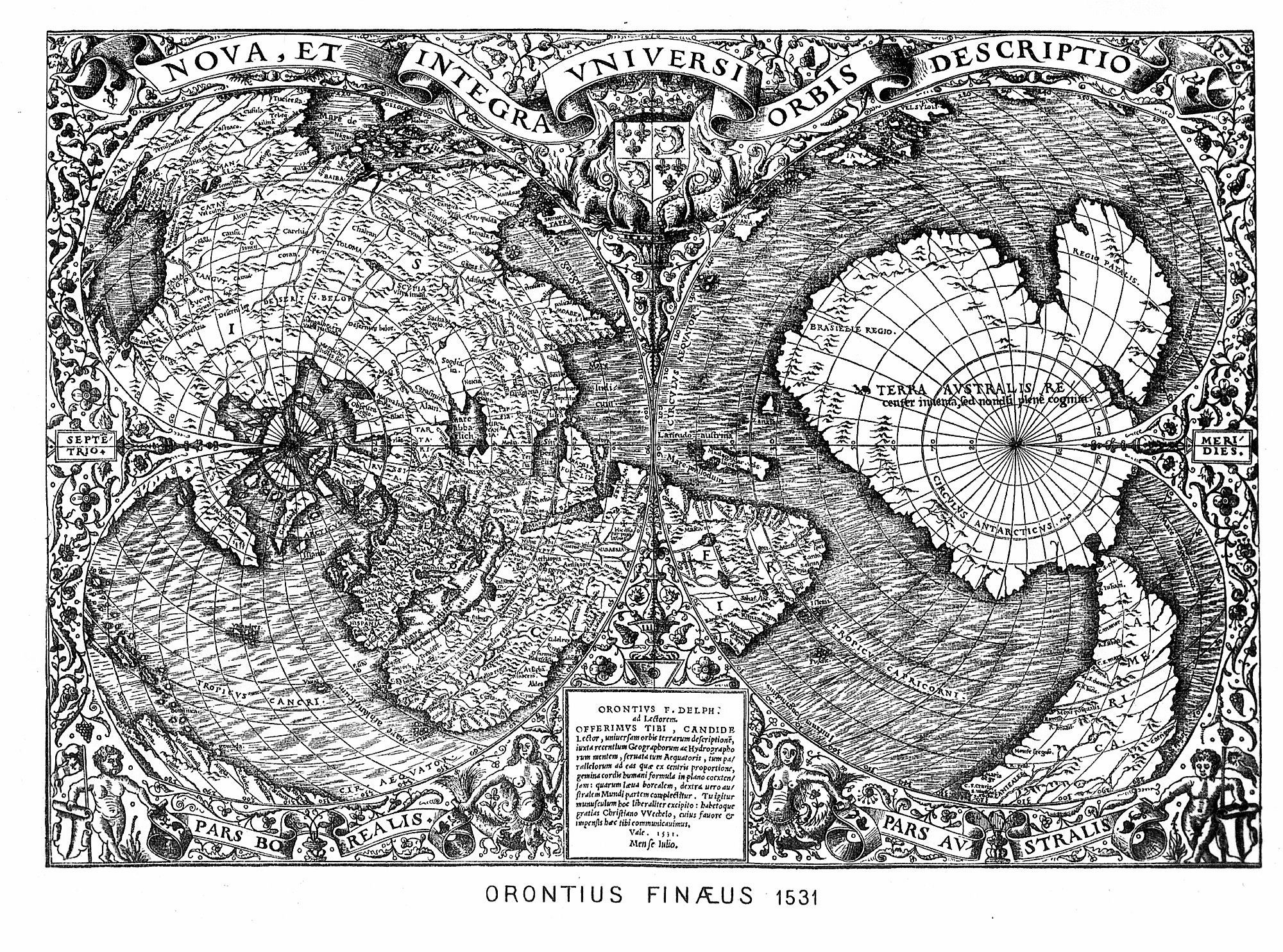
Auf einer Weltkarte von Oronce Fine aus dem Jahre 1531 scheint ein Teil des Umrisses des damals vermuteten großen Südkontinents die australische Nordküste mit dem Golf von Carpentaria abzubilden.

Eine über 600 Jahre alte Münze aus dem afrikanischen Kilwa, die auf den Wessel-Inseln gefunden wurde sowie mögliche Abbildungen von Teilen Australiens auf frühneuzeitlichen Seekarten geben Anlass zur Vermutung, dass portugiesische Seefahrer bereits Anfang des 16. Jahrhunderts die australische Küste erreichten. Cristóvão de Mendonça soll 1522 mit vier Schiffen Botany Bay erreicht haben. Seine Karte zeigt unter anderem detailliert die Umgebung des heutigen Sydneys. Die Weltkarte, die Jean Rotz aus dem französischen Dieppe im Jahr 1542 in englischem Auftrag anfertigte, zeigt das Groß-Java (The Lande of Java) Marco Polos. Diese hat Ähnlichkeit mit der heutigen Karte von Australien und zeigt zum Beispiel die Kap-York-Halbinsel im Nordosten. Die Portugiesen waren bereits 1515 auf dem benachbarten Timor gelandet.
Entdeckungen und Expeditionen der Niederländer
Im Jahre 1606, vermutlich im März, landete Willem Jansz an der Nordspitze des heutigen Queensland. Weitere Holländer (allen voran Dirk Hartog) erreichten zwischen 1616 und 1640 Australien. Beispielsweise strandete im Juni 1629 das Handelsschiff Batavia der Niederländischen Ostindien-Kompanie an der Westküste, aber dessen Kommandant François Pelsaert maß der Entdeckung keine entscheidende Bedeutung zu.
Erst im Jahre 1642 entschloss sich die Niederländische Ostindien-Kompanie, den Kontinent durch eine geplante Expedition zu erforschen. Diese führte zur Entdeckung Tasmaniens durch Abel Tasman. Eine weitere Expedition, die im Jahre 1696 unter Willem de Vlamingh begann, kartografierte Teile der Westküste Australiens. Die Holländer hatten aber kein Interesse an der Kolonisierung Australiens.

## Kolonialisierung
Am 28. April des Jahres 1770 erreichte Kapitän James Cook die Ostküste Australiens und nahm das Land als New South Wales für die britische Krone in Besitz. Der Zweck seiner Reise war das Auffinden der sogenannten Terra Australis, nach einer in dieser Zeit gängigen Theorie ein postuliertes Gegengewicht zu den Landmassen im Norden der Erdkugel.
Nach der Unabhängigkeitserklärung der USA suchte die britische Regierung nach neuen Möglichkeiten zur Deportation von Sträflingen und beschloss, in Australien eine Sträflingskolonie zu gründen. Am 26. Januar 1788 trafen daher die ersten elf Schiffe der First Fleet („Ersten Flotte“) mit rund 1000 Frauen und Männern, darunter gut drei Viertel Sträflinge, unter der Führung von Arthur Phillip in Port Jackson ein. Die neue Ansiedlung erhielt den Namen Sydney, zu Ehren des damaligen britischen Innenministers Lord Sydney. Zunächst fiel es der Kolonie schwer, sich selbst zu versorgen, weswegen Handel mit den ansässigen Aborigines wie Darug und Eora betrieben wurde. Ein gefangengenommener Aborigine, Bennelong, diente dabei als Vermittler. Mit den Strafgefangenen wurden auch Krankheiten eingeschleppt; 1789 starben mehr als 50 % der Darug an der Pockenepidemie in Australien 1789. Die Ausbreitung der Siedler auf dem Kontinent führte zunehmend zu Konflikten mit den Aborigines um den Zugang zu Land und Nahrungsquellen.
Insgesamt wurden etwa 162.000 Sträflinge nach Australien gebracht. Erst im Jahre 1868 gab man die Deportation von Sträflingen ganz auf.

## Entstehung von neuen Kolonien in Australien

Bundesstaaten und Territorien im Laufe der Zeit

1792 landete eine französische Expedition auf Tasmanien, um das Land zu erkunden. Daraufhin entschieden sich die Briten, auch hier möglichst schnell eine Kolonie einzurichten. 1803 errichteten sie Risdon Cove am Derwent River, ein Jahr später Hobart Town, ebenfalls am Derwent, und George Town am Tamar River. 1825 wurde das damalige Van-Diemens-Land zu einer eigenständigen Kolonie erklärt.
Die 1788 gegründete, erste Sträflingskolonie war New South Wales genannt worden. 1824 entstand eine neue Strafkolonie in der Mündung des Brisbane River. Die Abgeschiedenheit dieser Lage sollte die Sicherheit der Kolonie erhöhen. Nachdem jedoch auch freie Siedler verstärkt zu den fruchtbaren Weidegründen des Nordens drängten, gab die Kolonie das Land 1842 auch zur Besiedlung frei. 1859 wurde Queensland als von New South Wales unabhängige Kolonie ausgerufen.
1835 handelten tasmanische Geschäftsleute dem Aborigine Billibellary mit Batman’s Treaty 2400 km² in der Gegend des heutigen Melbourne ab und gründeten Port Phillip. Obwohl dieser Handel als illegal galt, weil es dem Konzept von Terra Nullius widersprach, also dem Konzept, dass das Land niemanden gehöre, gab die Kolonieführung dem Druck der wachsenden Bevölkerung nach und musste auch hier das Land offiziell zur Besiedlung freigeben. 1851 separierte sich die neue Kolonie Victoria offiziell von New South Wales.
Die Kolonie New South Wales nahm zunächst den gesamten östlichen Teil des Kontinents ein, nur das westliche Drittel blieb weiterhin als Neuholland von den Briten unbeansprucht. Um die Gefahr einer Kolonisierung Westaustraliens durch Frankreich zu verhindern, gründeten die Briten 1826 auch hier eine Siedlung, Albany. Die Kolonie Western Australia wurde 1829 mit Gründung von Perth ausgerufen. Obwohl ursprünglich keine Sträflinge hierher verschickt werden sollten, forderten die freien Siedler 1850 die Aufhebung dieser Praxis, um die neue Kolonie mit billigen Arbeitskräften auszustatten.
Auch South Australia sollte als sträflingsfreie Kolonie entstehen. Im Zuge der „systematischen Kolonisierung“ nach Plänen von Edward Gibbon Wakefield wurde Land verkauft und die Erlöse darauf verwandt, freie Siedler in die Kolonie zu bringen. 1836 wurde Adelaide gegründet und im selben Jahr South Australia als Provinz Großbritanniens ernannt.
Zur selben Zeit nahm die Zahl der Konflikte zwischen Siedlern und Aborigines zu; und es kam zu einer Welle von Massakern. Ab der Mitte des 19. Jahrhunderts wurden den Aborigines deswegen Protektorate zugewiesen, in denen sie in festen Siedlungen Ackerbau und Viehwirtschaft betreiben sollten. Die Protektorate wurden von Chief Protectors verwaltet, die umfangreiche Rechte hatten, zum Beispiel konnten sie über den Verbleib der Kinder entscheiden. Mit Beginn des 20. Jahrhunderts und bis in die 1970er Jahre wurden insbesondere Kinder mit weißen Elternteilen zwangsweise entfernt, um sie in Missionen und Heimen zu assimilieren. Der National Sorry Day erinnert heute an diese Gestohlenen Generationen.

## Verlauf der Erkundung von Australien

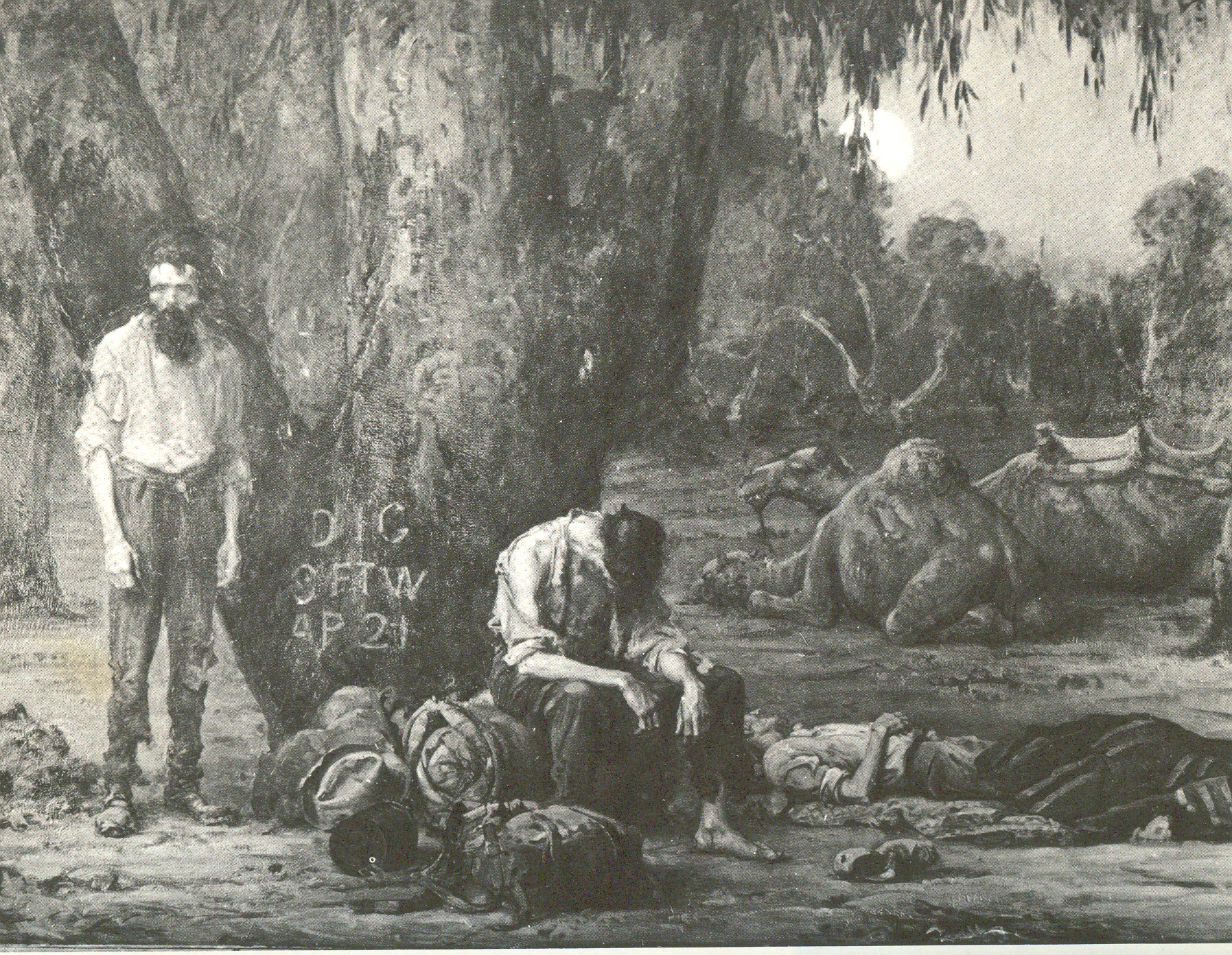
Burke und Wills erreichen Cooper Creek. Gemälde von John Longstaff

Die Kartierung der Küste setzte sich bis ins 19. Jahrhundert fort. 1801–1803 umsegelte Matthew Flinders als erster den gesamten Kontinent.
Während der Kolonialzeit wurde durch zahlreiche Expeditionen das Hinterland zugänglich gemacht und für die weitere Besiedlung erkundet. Viele Jahre lang wurde eine Expansion der Kolonie nach Westen durch die als unpassierbar geltende Great Dividing Range verhindert. Ungeachtet dessen führte Gregory Blaxland 1813 eine Expedition über die Blue Mountains, die den Weg für weitere kleine Expeditionen ins Landesinnere ebnete.
Im Jahre 1824 fanden Hamilton Hume und William Hovell auf ihrer Expedition, die auf Vorschlag von Gouverneur Thomas Brisbane stattfand, erstmals einen Weg von New South Wales bis Victoria nach Port Phillip. Damit wurde die Besiedlung des Hinterlands ermöglicht und im Verlauf dieser Expedition entdeckten sie die Flüsse Murray und Murrumbidgee.
Charles Sturts Expedition zur Mündung des Murray von 1829 bis 1830 öffnete den Süden Australiens für die weitere Besiedlung. Außerdem zeigte sie, dass entgegen früheren Annahmen die großen Flüsse des australischen Südostens nicht in einen großen Inlandsee münden. Diese falsche Annahme hatte zuvor zahlreiche Expeditionen zur Suche nach diesem Wasserreservoir inspiriert, die häufig unter extremen Umständen durchgeführt wurden.
Thomas Mitchell machte 1836 eine bedeutende Entdeckung, für die er 1837 zum Ritter geschlagen wurde. Er führte eine Expedition entlang des Lachlan River zum Murray und anschließend zur südlichen Küste, wo er das bis dahin fruchtbarste Weideland Australiens entdeckte.
Ludwig Leichhardt erkundete in mehreren Expeditionen ab 1842 das australische Landesinnere. Seit 1848 gilt er als verschollen.
Auch Robert O’Hara Burke und William John Wills starben, als sie 1860–1861 eine Expedition von Melbourne an den Golf von Carpentaria leiteten. John McDouall Stuart gelang es nach mehreren Anläufen Australien von Adelaide nach Darwin und wieder zurück zu durchqueren.
Weitere bedeutende Entdeckungsexpeditionen durch Australien führten die Brüder John und Alexander Forrest durch. Sie erkundeten 1870 eine Landroute von Perth nach Adelaide und 1874 von Geraldton die zentralen Wüstengebiete einschließlich der Großen Victoria-Wüste.

## Entstehung der australischen Nation

Die Eureka-Stockade-Flagge

Nordöstlich von Melbourne wurde am 22. August 1851 in Victoria Gold gefunden. Der Goldrausch prägte die weitere Geschichte Australiens. Die Wirkung des Goldes auf Australien war so groß, dass eine völlig neue Ära anbrach. Edward Hammond Hargraves, der gerade von den kalifornischen Goldfeldern zurückgekehrt war, löste den Goldrausch in Australien aus. Sein geübter Blick erkannte sofort, wo Gold zu finden war; sobald Nachrichten von neuen Funden bekannt wurden, setzten sich viele Goldsucher (Diggers) in Bewegung. Gold wurde vor allem in Ballarat, Castlemaine und Bendigo und später auch in Queensland und Westaustralien geschürft. Täglich kamen Schiffe mit Goldgierigen aus Großbritannien, den USA und China. Sie alle lebten zunächst in Zeltstädten um die Fundstellen und gründeten zahlreiche kleine neue Ortschaften. Der Goldrausch veranlasste die britische Regierung, die Gefangenentransporte einzustellen, denn seit alle Welt von Australien und Reichtum träumte, galt es nicht mehr als Strafe, dorthin verbannt zu werden.
Minenarbeiter in Ballarat initiierten im November 1854 den Eureka-Stockade-Aufstand, den einzigen bewaffneten Aufstand der australischen Geschichte. Die Aufständischen forderten demokratische Reformen. Der Aufstand wurde am 3. Dezember 1854 endgültig von britischen Militärs und lokalen Polizeikräften niedergeschlagen.
Im Jahre 1857 arbeiteten 24.000 Chinesen auf den Goldfeldern in Victoria. Von Anfang an wurden sie von vielen Weißen mit Distanz, Skepsis oder Fremdenfeindlichkeit betrachtet. Viele von ihnen wurden Opfer von Attacken und Brandstiftungen. Im Jahre 1901 wurde die Einwanderung von Nicht-Europäern gesetzlich verboten (White Australia Policy). 1973 wurde dieses Gesetz durch ein nicht-diskriminierendes (Racial Discrimination Act 1973) ersetzt.
Zwischen 1855 und 1890 erhielten die einzelnen Kolonien das Privileg des Responsible Government und damit eine größere Unabhängigkeit vom britischen Empire. London behielt allerdings vorerst die Kontrolle über Außenpolitik, Verteidigung und Außenhandel. Australien wurde 1931 Mitglied im British Commonwealth of Nations (seit 1947 heißt es Commonwealth of Nations).
Nach dem Großen Schafschererstreik (1891) entstand 1898 Waltzing Matilda, die inoffizielle Nationalhymne Australiens. In den australischen Kolonien begannen Planungen für einen Zusammenschluss der Einzelstaaten.

## Gründung des Commonwealth of Australia

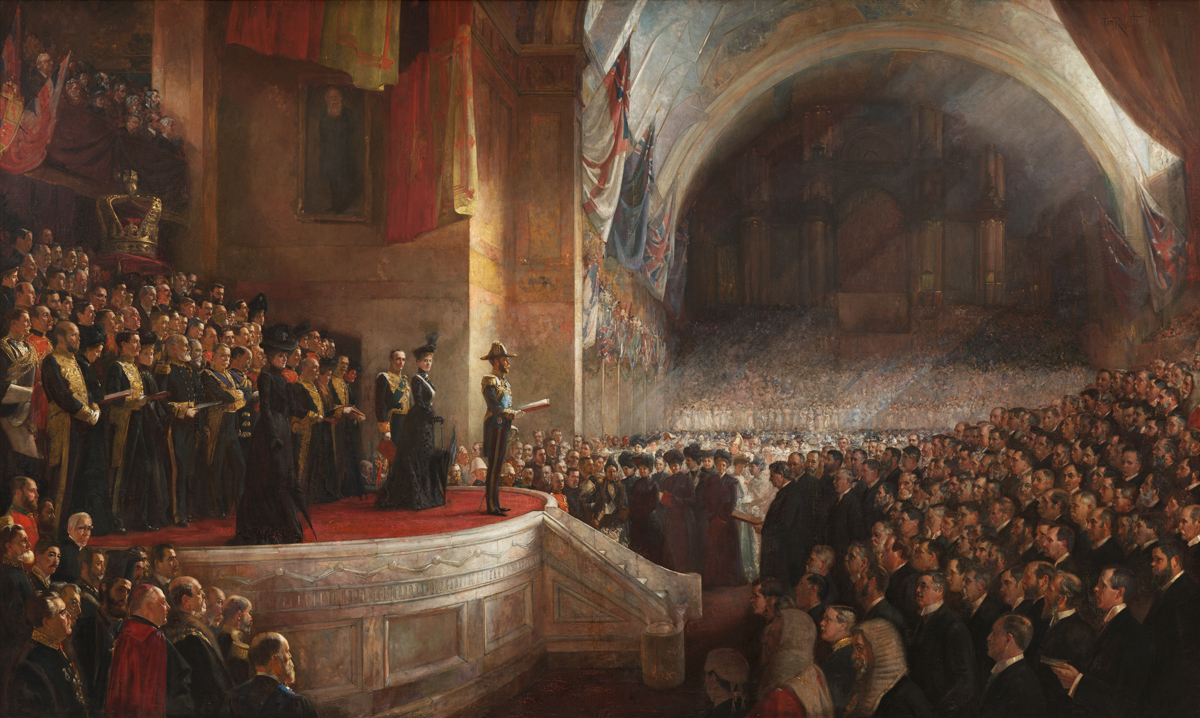
Eröffnung des ersten Parlaments in Melbourne 1901

Am 1. Januar 1901 formierten sich die voneinander unabhängigen britischen Kolonien Australiens zum Commonwealth of Australia (Australischer Bund). Erste Hauptstadt Australiens wurde Melbourne. Hier eröffnete am 9. Mai 1901 das erste Parlament des Landes. Am 26. September 1907 erhielt Australien mit dem Dominionstatus die nahezu vollständige Unabhängigkeit vom Mutterland Großbritannien.
1911 wurde das Australian Capital Territory geschaffen, um die neue Hauptstadt Canberra aufzunehmen. Melbourne blieb aufgrund der langandauernden Bauarbeiten in Canberra aber noch bis 1927 Regierungssitz. Auch das 1863 gegründete Northern Territory wurde aus der Kontrolle der Provinz South Australia in das Commonwealth überführt.

## Australien als Kolonialmacht

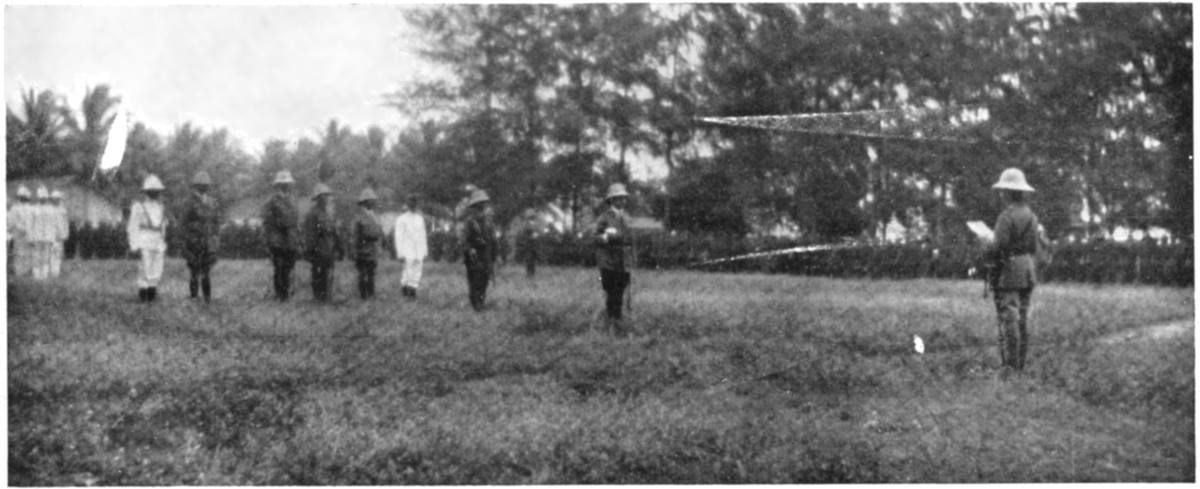
Deutsche Kapitulation vor australischen Streitkräften auf Neuguinea, 1914

1906 übergab Großbritannien die Kontrolle über seine Kolonie auf Neuguinea als Territorium Papua an Australien. 1914 wurde der zu Deutsch-Neuguinea gehörende Nordostteil der Insel und der Bismarck-Archipel von Australien besetzt. Den Widerstand einiger Polizisten und Reservisten bei Bita Paka konnten die australischen Streitkräfte in wenigen Tagen brechen. Schließlich erhielt Australien 1919 das Völkerbundmandat über die vormals deutsche Kolonie. Die westliche Hälfte Neuguineas blieb vorerst niederländisch.
Während des Zweiten Weltkriegs wurde der Norden Neuguineas von 1942 bis 1945 von Japan besetzt. Auch das australische Festland war in dieser Zeit von japanischer Invasion bedroht und es erfolgten japanische Luftangriffe auf die nordwestaustralischen Städte Darwin und Broome.
1957 begannen die Niederlande und Australien, Pläne für die Unabhängigkeit eines vereinigten Neuguineas in den 1970er Jahren zu entwickeln. 1961 wurde eine Versammlung in Niederländisch-Neuguinea abgehalten und ein Parlament, der Nieuw Guinea Raad, eingeführt. Als Reaktion auf diese Entwicklung marschierte im Frühjahr 1962 das bereits seit 1949 unabhängige Indonesien in den niederländischen Teil von Neuguinea ein und vertrieb die Papua aus Gebieten, in denen Siedler aus Indonesien angesiedelt werden sollten. Am 1. Mai 1963 wurde Westneuguinea offiziell indonesische Provinz. Der östliche Teil der Insel erhielt am 16. September 1975 als Papua-Neuguinea die vollständige Unabhängigkeit von Australien.

## Entwicklungen im 20. Jahrhundert

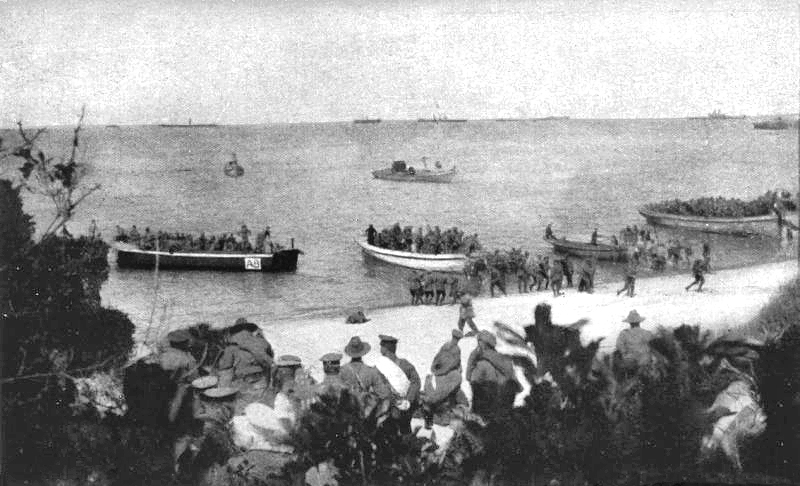
Landung australischer Truppen auf der Halbinsel Gallipoli 1915

Aus Loyalität zu Großbritannien entsandte Australien Ende des 19./Anfang des 20. Jahrhunderts Truppen nach Südafrika (Zweiter Burenkrieg), sowie sowohl im Ersten wie auch im Zweiten Weltkrieg Truppen nach Europa, den Nahen Osten und nach Nordafrika. Australien hatte im Ersten Weltkrieg von allen Alliierten relativ zur Bevölkerung die höchste Zahl an Gefallenen. Die Niederlage des Australian and New Zealand Army Corps (ANZAC) im ersten Militäreinsatz des Landes in der Schlacht von Gallipoli 1915 gilt vielen Australiern als Geburt der Nation. Die aus dem Ersten Weltkrieg heimgekehrten Soldaten bauten in einem Arbeitsbeschaffungsprogramm die Great Ocean Road.
Mit dem Statut von Westminster von 1931 wurde den Dominions des Empire formal die Unabhängigkeit verliehen. Das australische Parlament stimmte dem aber erst 1942 zu. Der Sezessionsversuch Westaustraliens von 1933 scheiterte.
Bis Kriegsende 1945 dienten fast eine Million Australier in den australischen Streitkräften, hauptsächlich auf dem europäischen Festland, in Afrika und im Pazifikkrieg.
Nach der britischen Niederlage in Asien 1942 und der drohenden japanischen Invasion verlagerten sich die militärischen Aktivitäten ab 1942 von Europa auf den australischen Kontinent zur Verteidigung der eigenen Nordküste. Australien wandte sich verstärkt den USA als neuem starken Alliierten zu. Dies wurde 1951 mit dem ANZUS-Abkommen formalisiert.
1938 zählte Australien zu den Teilnehmern an der internationalen Flüchtlingskonferenz von Évian. Thomas Walter White, offizieller Vertreter des Staates, prägte dort den bekannt gewordenen Satz: „Da wir kein wirkliches Rassenproblem haben, sind wir nicht gewillt, uns eines zu importieren.“ Die Aussage spiegelt neben der ablehnenden Haltung Australiens hinsichtlich der Aufnahme jüdischer Flüchtlinge aus Europa auch ein mangelndes Bewusstsein hinsichtlich der eigenen ethnischen Konfliktsituationen wider. Allerdings wurde Whites Position auch innerhalb des Landes scharf kritisiert. Nach dem Novemberpogrom entschloss sich der australische Staat als eines weniger Länder dann doch dazu, jüdische Flüchtlinge aufzunehmen, von denen ca. 7000 dort Zuflucht fanden.
Nach dem Zweiten Weltkrieg wurde eine progressive Einwanderungspolitik betrieben, die zur Massenimmigration aus Europa führte, nach Aufgabe der White Australia policy auch aus Asien und anderen Erdteilen. Dies führte in kurzer Zeit zu starken demografischen Veränderungen, aber auch zu wirtschaftlichem Aufschwung.
Australien nahm aktiv am Vietnamkrieg teil und entsandte rund 47.000 Soldaten.

Flagge der Aborigines

Seit den 1960er Jahren erstarkte die Bürgerrechtsbewegung der Aborigines, die 1965 erreichte, dass Queensland als letzter Bundesstaat ihnen das Wahlrecht einräumte. Außerdem erstarkte die Landrechtsbewegung, die versuchte, das Land ihren traditionellen Eigentümern zurückzugeben. Als Meilensteine gelten hierbei der Aboriginal Land Rights (Northern Territory) Act 1976 und insbesondere das Urteil zu Mabo v. Queensland (No. 2) (1992), das das Konzept von Terra Nullius zurückwies.
In der Verfassungskrise von 1975 versuchte eine Mehrheit aus Liberal Party of Australia und National Party of Australia im australischen Senat den Premierminister Gough Whitlam zu einer Neuwahl des Australian House of Representatives zu drängen. Sie verschoben die Abstimmung für die Bereitstellung von Geldern für Regierungsausgaben. Premierminister Whitlam wies diese Forderungen mehrfach zurück. Als sich die Lage zuspitzte, entließ der Generalgouverneur von Australien John Kerr die Regierung am 11. November 1975 und ernannte Malcolm Fraser zum neuen Premierminister. Nach den Parlamentswahlen am 10. Dezember 1977 und am 18. Oktober 1980 blieb Fraser im Amt. Bei den Wahlen am 5. März 1983 verzeichnete die Australian Labor Party einen Erdrutschsieg; Bob Hawke wurde neuer Ministerpräsident und blieb es bis zum 20. Dezember 1991.
1986 gab Großbritannien mit dem Australia Act die letzten Kompetenzen bezüglich der australischen Verfassung ab. Am 6. November 1999 stimmten in einem Referendum 55 Prozent der Wähler gegen die Schaffung einer Republik. Australien ist formal immer noch eine parlamentarische Monarchie unter der britischen Krone.

## Entwicklungen im 21. Jahrhundert
2001 wurde eine zehnprozentige Konsumsteuer auf alle Güter und Dienstleistungen eingeführt, die Goods and Services Tax (GST). Sie ersetzt viele Bagatellsteuern.
2004 gewann die national-liberale Koalitionsregierung von Premierminister John Howard, erneut die Parlamentswahlen. Die wirtschaftlichen Rahmenbedingungen waren vergleichsweise gut. Howard hatte den Irakkrieg befürwortet, Klimaschutzmaßnahmen wie das Kyoto-Protokoll abgelehnt und durch forcierten Sozialabbau die Gesellschaft stark polarisiert. Seine Einwanderungspolitik (u. a. Errichtung von Sammellagern auf Nauru) war sehr restriktiv.
Im Dezember 2005 kam es bei den Cronulla Riots in einem Vorort Sydneys zu rassistisch motivierten Krawallen zwischen weißen und libanesischstämmigen Australiern.
Die Regierung Howard IV und Howards Partei verloren die Parlamentswahlen am 24. November 2007 und Kevin Rudd wurde Premierminister einer Labour-Regierung. Die neue Regierung verkündete eine neue Richtung in der Sozial- und Umweltpolitik, setzte auf eine verstärkte Zusammenarbeit mit den pazifischen Nachbarn und entschuldigte sich erstmals offiziell bei den Aborigines für das ihnen von weißen Australiern zugefügte Unrecht. Howard hatte eine Entschuldigung stets abgelehnt.

## Herkunft der Australier
| Ethnische Gruppe | 1787  | 1846   | 1861   | 1890   | 1947   | 1988   |
| ---------------- | ----- | ------ | ------ | ------ | ------ | ------ |
| Ureinwohner      | 100 % | 42,5 % | 13,3 % | 3,4 %  | 0,8 %  | 1,0 %  |
| Briten und Iren  | -     | 57,2 % | 78,1 % | 86,8 % | 89,7 % | 74,6 % |
| Andere Europäer  | -     | 1,1 %  | 5,4 %  | 7,2 %  | 8,6 %  | 19,3 % |
| Asiaten          | -     | 0,3 %  | 3,2 %  | 2,3 %  | 0,8 %  | 4,6 %  |
| Andere           | -     | -      | 0,1 %  | 0,3 %  | 0,1 %  | 0,5 %  |

## Geschichte in Filmen
- Lisa Matthews, Rose Hesp, Alec Morgan (Regie und Drehbuch): Damals in Australien. Alternativer Titel: Australiens moderne Geschichte in Farbe. Dokumentation, mehrteilige Filmserie aus nachkoloriertem historischem Archivmaterial, 2023, 2 Staffeln, bisher insg. 8 × 45 Min, SBS, Au. Original: Australia in Colour (2019).[12] IMDb tt13936842. Gesendet von ARD und Phönix 2023.